# Krottenthal (Waakirchen)
Krottenthal ist ein Gemeindeteil der Gemeinde Waakirchen im oberbayerischen Landkreis Miesbach.

## Geographie
Der Weiler liegt nordöstlich des Hauptortes Waakirchen und östlich von Schaftlach. Östlich des Ortes verläuft die B 318 und südlich die Kreisstraße MB 7. 

## Baudenkmäler

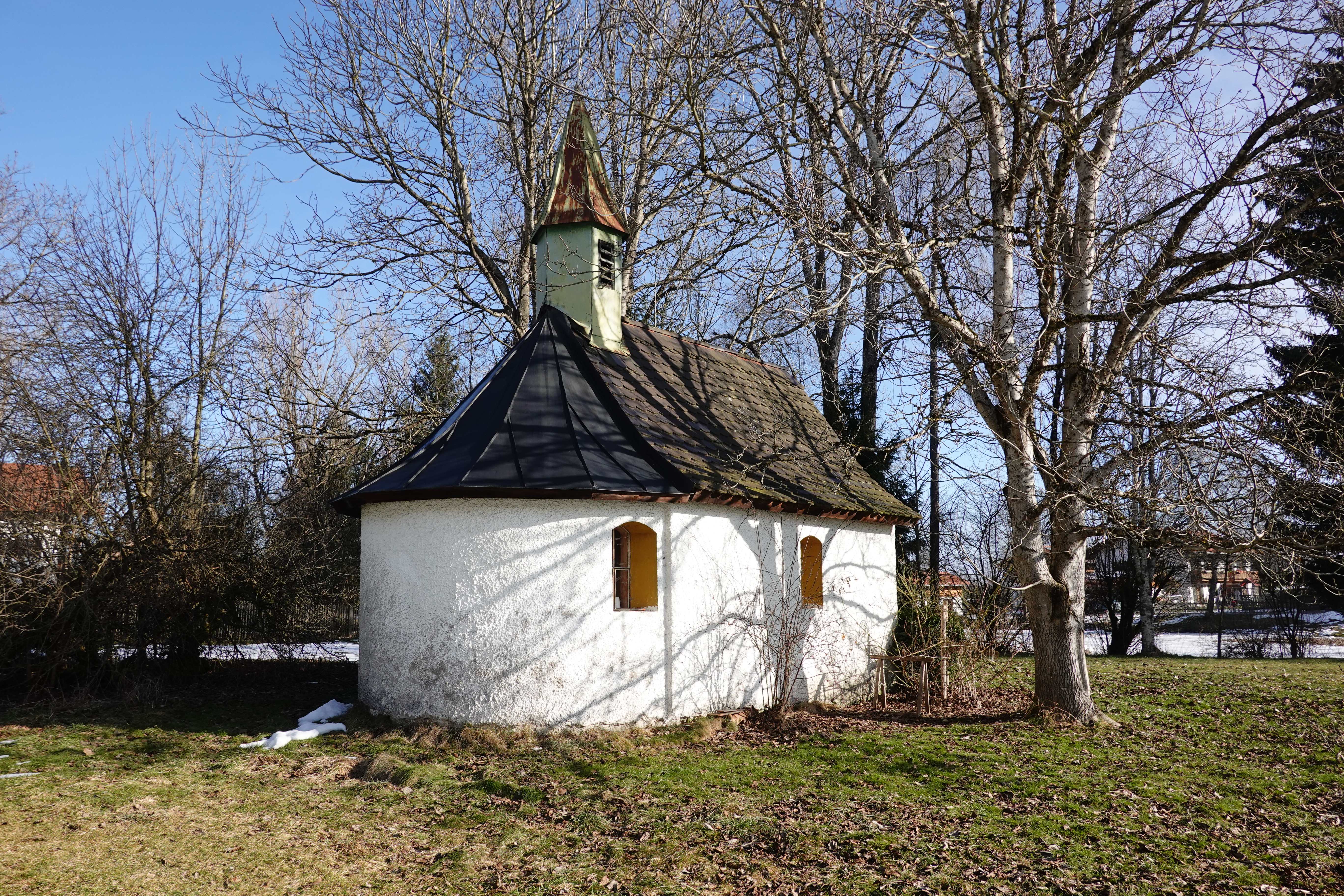
Ortskapelle St. Magnus in Krottenthal (2023)

In der Liste der Baudenkmäler in Waakirchen sind für Krottenthal zwei Baudenkmäler aufgeführt, darunter
- die aus dem 19. Jahrhundert stammende Ortskapelle Sankt Magnus, ein kleiner Satteldachbau.